# 詹苾
詹苾（1974年－），出生于湖南祁阳，中国现代诗人，现居美国。

## 诗人简介
詹苾（1974年－），出生于湖南祁阳，中国现代诗人，现居美国。其主要诗歌作品有《追逐——跋涉以及向往》、《风雨雷电》、《打倒的年代》、《绝望的O》等，曾先后获得“华夏青少年写作奖”、 “路遥青年文学奖”、“美国《世界日报》征文金奖”、“美国汉新文学奖”等文学奖项，出版有诗集《我是缪斯的孩子》（新疆青少年出版社）、《生活意义上的人》（中国文联出版社）等。

## 主要著作
- 《我是缪斯的孩子》（新疆青少年出版社）
- 《生活意义上的人》（中国文联出版社）